# 히라바야시 기요히로
히라바야시 기요히로(일본어: 平林 輝良寛, 1984년 6월 4일 ~ )는 일본의 전 축구 선수이다.

## 구단 경력
과거 나고야 그램퍼스 에이트, 사간 도스, FC 가리야, 츠바이겐 가나자와, 레노파 야마구치 FC에서 활동하였다.

## 국가대표팀 경력
그는 2001년 FIFA U-17 세계 축구 선수권 대회에 참가할 일본 U-17 국가대표팀에 발탁되었으며, 2경기에 출전했다.